# Regina Auxiliadora Atulim
.
Regina Auxiliadora Atulim é uma física brasileira.
Trabalhou como professora de Matemática e Física de 1987 a 1991, professora de Astronomia da Escola Municipal de Astrofísica desde 1992 e chefe da Seção Técnica de Programação e Operação do Planetário de São Paulo de 1995 a 2002. Foi responsável pela implantação das apresentações gravadas e produziu todos os programas veiculados de 1995 a 1999 nas apresentações públicas e escolares do Planetário.
É autora e co-autora de vários artigos e publicações de Astronomia, como os Guias Práticos de Estrelas e Constelações e de Observação de Chuvas de Meteoros, entre outros. É também co-autora do curso à distância "Introdução à Astronomia e Astrofísica" veiculado pelo site Educativo.com desde 2000.
Desde 1990, é  Diretora Científica do  Observatório Céu Austral.